# Thescelocichla leucopleura
El bulbul de las rafias (Thescelocichla leucopleura) es una especie de ave paseriforme de la familia Pycnonotidae propia de África Central y Occidental.

## Taxonomía
Anteriormente se clasificaba en el género Phyllastrephus. Ahora es la única especie del género Thescelocichla.

## Distribución y hábitat
El bulbul de las rafias se extiende desde Senegal y Gambia hasta el noreste e interior de la República Democrática del Congo, por el este, y al norte de Angola por el sur. Su hábitat natural son los bosques húmedos tropicales y las sabanas húmedas y los pantanos tropicales.